# Magnolia guatemalensis
Magnolia guatemalensis este o specie de plante din genul Magnolia, familia Magnoliaceae, descrisă de John Donnell Smith.

## Subspecii
Această specie cuprinde următoarele subspecii:
- M. g. guatemalensis
- M. g. hondurensis